# Guessling-Hémering
Guessling-Hémering (Duits: Gesslingen-Hemeringen) is een gemeente in het Franse departement Moselle in de regio Grand Est. De gemeente telde 924 inwoners op 1 januari 2022.

## Geschiedenis
De gemeente maakte voor 2015 deel uit van het arrondissement Forbach en kanton Grostenquin. Op 1 januari van dat jaar fuseerde het arrondissement met het arrondissement Boulay-Moselle tot het arrondissement Forbach-Boulay-Moselle. Toen het kanton op 22 maart 2015 werd opgeheven werden Guessling-Hémering opgenomen in het kanton Sarralbe.

## Geografie
De oppervlakte van Guessling-Hémering bedraagt 10,06 vierkante kilometer; Op 1 januari 2022 was de bevolkingsdichtheid 91,8 inwoners per km².

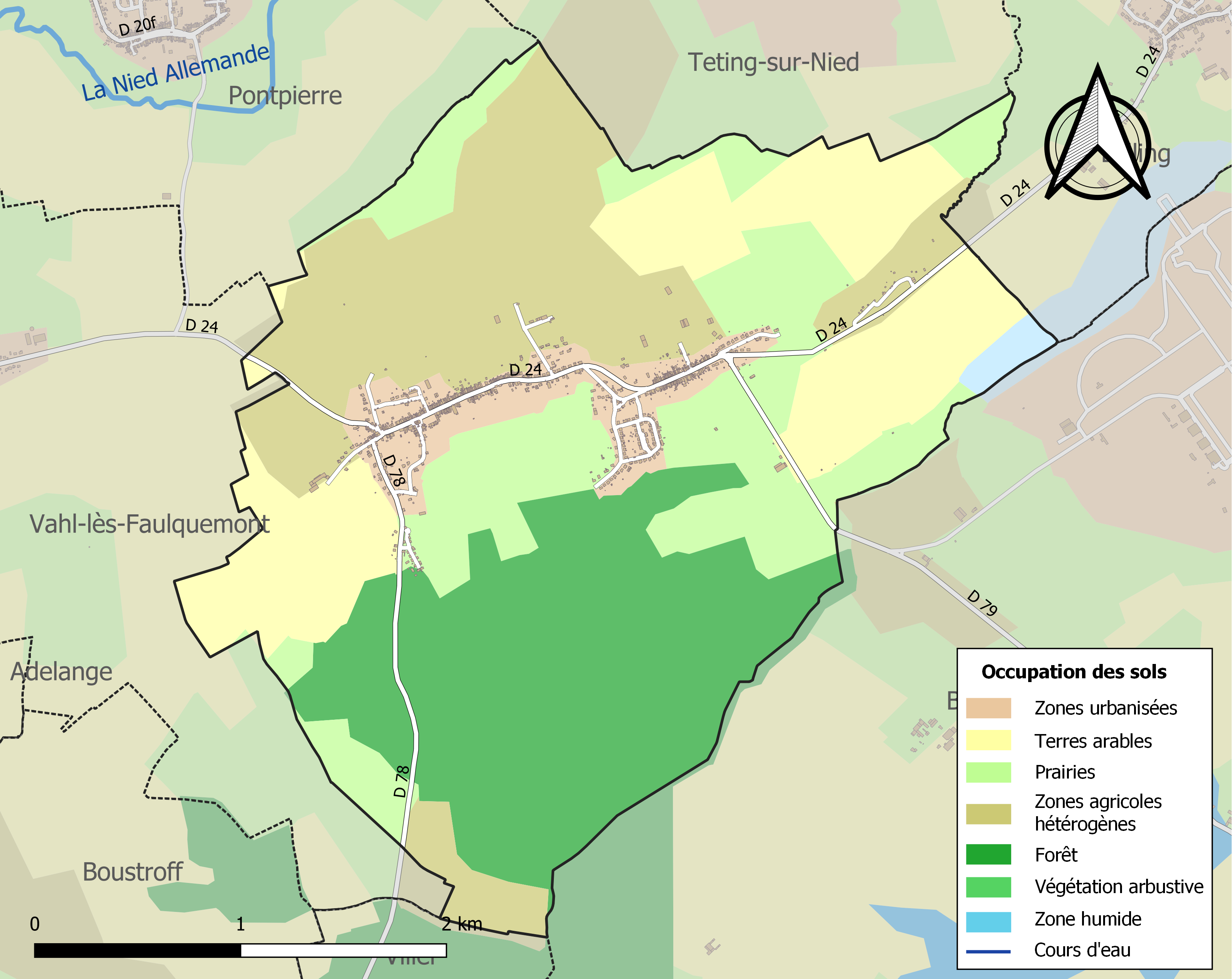
Kaart van de gemeente met de belangrijkste infrastructuur, bodemgebruik en omliggende gemeenten

## Demografie
Onderstaande figuur toont het verloop van het inwonertal.